# Leuville-sur-Orge
Leuville-sur-Orge is een gemeente in het Franse departement Essonne (regio Île-de-France) met 4140 inwoners (2005). De plaats maakt deel uit van het arrondissement Palaiseau.
Leuville-sur-Orge ligt op circa 25 kilometer van Parijs, aan de oever van de Orge.

## Geografie
De oppervlakte van Leuville-sur-Orge bedraagt 2,5 km², de bevolkingsdichtheid is 1656,0 inwoners per km².
De onderstaande kaart toont de ligging van Leuville-sur-Orge met de belangrijkste infrastructuur en aangrenzende gemeenten.

## Demografie
Onderstaande figuur toont het verloop van het inwonertal (bron: INSEE-tellingen).

## Geschiedenis
In de 15e eeuw maakte het dorp deel uit van de heerlijkheid Montlhéry. De vijftig bewoners werden betrokken bij de conflicten tussen de Heren van Montlhéry en de Franse koningen. De helft van de bevolking van het dorp viel op 16 juni 1465 in de Slag bij Montlhéry, tussen Lodewijk XI van Frankrijk en de Ligue du Bien Public.
In de 16e eeuw raakte het dorp in eigendom van de familie De Leuville. Tijdens de Franse Revolutie vond Bernard Germain de Lacépède, Minister van Staat onder Napoleon Bonaparte, er een toevluchtsoord.
In 1922 vestigde de regering in ballingschap van de Democratische Republiek Georgië zich in Leuville, nadat deze uit Georgië verdreven was door het Rode Leger. De voormalige burgemeester van Tbilisi, Benia Tsjchikvisjvili, kocht in juni 1922 uit middelen van de door de Sovjets veroverde en opgeheven Georgische republiek in Leuville een jachtpaviljoen met vijf hectare grond. In vijftien appartementen zonder elektriciteit of stromend water vestigden zich dertig leden van de regering in ballingschap. Na de Augustusopstand in Georgië eind augustus 1924 kwamen er nog meer ballingen naar Leuville. Uiteindelijk woonden er in het dorp omstreeks honderd Georgiërs. In Georgië werd Levili, zoals het dorp daar werd genoemd, een symbool van het nationale verzet. Tegenwoordig wordt het jachtpaviljoen nog vaak door Georgische bezoekers aangedaan.